# 朱惜辰

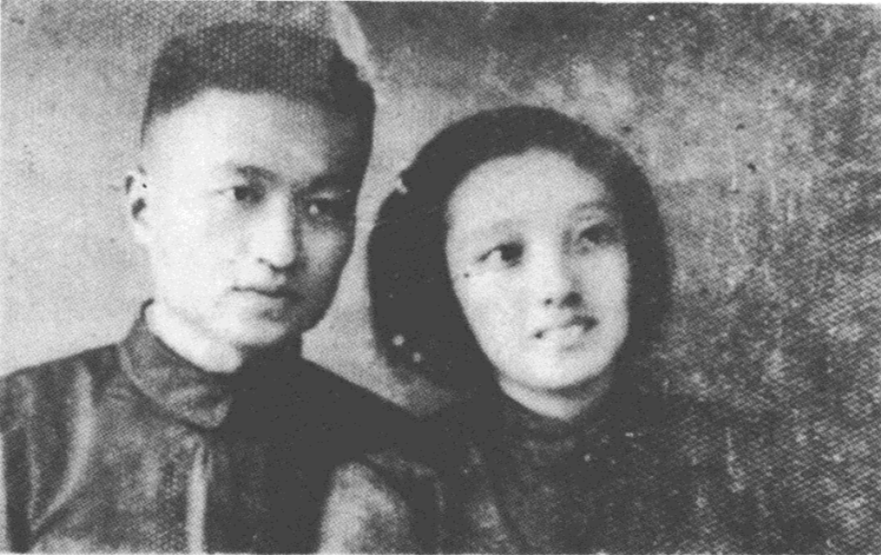
朱惜辰和妻子顧畹華

朱惜辰（1924年4月17日—1959年），原名錫辰，南通人。古琴演奏家，梅庵琴派第三代傳人。

## 生平
朱惜辰，1924年4月17日生於南通縣。其父親朱永清經商為業。家中尚有一兄一妹，與他各差四歲。
就讀南通中學初中部期間，受到同學邵更世（字元復，即邵大蘇之子）影響對古琴產生興趣。後來向邵元復請教而開始學琴。
1942年7月畢業後，他覺得原名「錫辰」無任何意義，便改名為「惜辰」，取「愛惜光陰」之意。同年，從陳心園學琴，經過一年多便能掌握梅庵派的十首大小琴曲。
1943年秋天，朱惜辰至南京就讀國立中央大學文史系。他非常仰慕當時任教於中央大學的作家紀果庵，且嚮往其生活。隔年，眼見日本失勢，南京岌岌可危，他心想也許能靠著自學有所成就，便在3月輟學回家讀書和彈琴。
1947年2月，其兄朱惟辰派他去上海擔任記賬工作。同年底，徐立孫遷居上海，朱惜辰便在陳心園的介紹下從其學琴，琴藝因而大精。另外，朱惜辰也和當時上海的琴家衛仲樂、查阜西、張子謙等多位前輩交流，獲得指點。
由於內戰不斷，1949年初，朱惜辰家結束在上海的業務，他也因此回到南通。
1950年起，朱惜辰幾經輾轉，先後到如東縣岔河小學、苴鎮德耀小學、如東縣初中、如東縣馬塘初中等校任教。儘管如此，他仍常在假日回到南通，與徐立孫、陳心園、劉嵩樵（劉赤城之父）等人相聚。
朱惜辰為人內向，由於政治運動不斷，他感到極大的壓力，因此總是閉門彈琴，鮮少表露內心的想法。1957年夏，整風、「反右」開始，朱惜辰雖沒被划為「右派」，但由於他沉默寡言，不注重與同事間的交流思想，成為學校領導與同事批判的對象。1959年一天晚上，自沉於學校旁邊的池子中。當時在天津的中央音樂學院發文聘請朱惜辰前往任教，調令已抵達學校，卻來不及送到他手上。
朱惜辰藏有一床元代朱致遠斲製的仲尼式古琴「一天秋」。此琴購自鄭懷農，曾為枯木禪師釋空塵所有。後經劉嵩樵之手，歸劉赤城所有。

## 藝術成就
- 陳心園曾表示朱惜辰「在演奏技巧上能表達梅庵派之風格韻味」。[2]

- 徐立孫更多次讚美朱惜辰的琴藝，比方曾說：「就是因為我徒弟彈得比我好，所以我更要天天練！」。1953年，徐立孫曾向查阜西推薦讓朱惜辰參加《幽蘭》打譜活動，他表示：「朱惜辰已經得到了我的真傳，是梅庵派的理想傳人。他彈的〈搔首問天〉已勝過我了。」[2]

- 根據顧梅羹的《〈廣陵散古指法考釋〉後記》，朱惜辰曾參與〈廣陵散〉的打譜，並有初步成果，[3]但至今未發現任何朱惜辰留下的記錄。

- 1956年，朱惜辰和陳心園應中國藝術研究院民族音樂研究所的邀請錄下〈風雷引〉、〈搔首問天〉、〈秋江夜泊〉、〈挾仙遊〉等四曲。其中〈風雷引〉獲得了極高的評價。根據查阜西的記述：「先是呂驥謂余，朱惜辰所奏〈風雷引〉錄音，為1956年所錄諸曲之最……」。[2][4]

- 2006年《梅庵琴韻》專輯，收錄了他的錄音，在專輯序文中，琴家成公亮評價為「他的彈奏技法嫻熟、得心應手，氣韻生動，其音樂如行雲流水，對琴曲的把握有一種藝術大家的風度，令人贊嘆。」。[5]

## 錄音
- 朱惜辰只留下〈風雷引〉、〈搔首問天〉、〈秋江夜泊〉、〈挾仙遊〉四曲的錄音，收錄於《梅庵琴韻》專輯（香港：雨果，與徐立孫、陳心園合輯）。[5]